# Прадхо-Бей (Аляска)

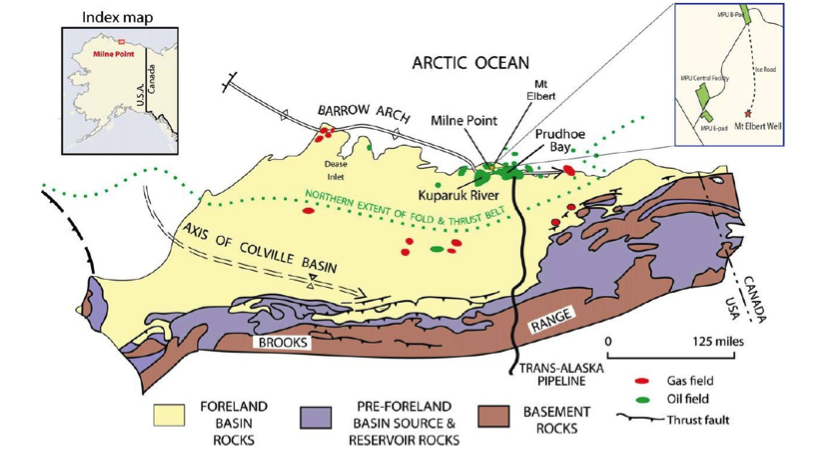
Alaska, North Slope

Прадхо-Бей (правильная транскрипция Прудо-Бэй, англ. Prudhoe Bay, ал.-ин Sagavanirktok) — статистически обособленная местность в боро Норт-Слоп, штат Аляска, США. Крайняя северная точка Панамериканского шоссе — самой длинной автодороги в мире, и самая северная точка Трансаляскинского нефтепровода.

## История, география, климат
Название бухте, которую он открыл в 1828 году, дал британский мореплаватель-исследователь Джон Франклин в честь своего однокашника Элджернона Перси, известного также как Лорд Прадхо.
Поселение Прадхо-Бей расположено в северной части штата. Его официальные границы имеют почти квадратную форму с длиной стороны около 38 километров. Площадь Прадхо-Бей составляет 1445,3 км², в том числе открытые водные пространства (в основном море Бофорта) 367,2 км² (25,4 %). Аэропорт, гостиницы и универсальные магазины в Прадхо-Бей отсутствуют — ближайшие находятся в поселении Мёртвая Лошадь, в частности и ближайший аэропорт.
Градообразующим фактором поселения является газонефтяное месторождение с одноимённым названием: оно было открыто в 1968 году и согласно исследованиям является крупнейшим полем подобного рода во всей Северной Америке, оно даёт около 20 % всей нефти, добываемой в США. Именно сюда прибывают тысячами сезонные рабочие, в основном это происходит зимой, когда море Бофорта промерзает настолько, чтобы выдерживать вес тяжёлых конструкций. Отсюда нефть транспортируется на юг по Трансаляскинскому нефтепроводу.
Субарктический климат региона отличается исключительно малым количеством осадков. За год на Прадхо-Бей выпадает в среднем 108 мм осадков всех видов: больше всего в августе — 29 мм, меньше всего в феврале — 4,3 мм. За год в среднем выпадает 84,1 см снега: больше всего в октябре — 23,6 см; единственный месяц, когда не фиксировалось снега — это июль, в июне же и в августе снег бывает — 2,5 см и 1,3 см соответственно.
В 2006 году здесь произошло происшествие, повлекшее за собой экологическую катастрофу. Причиной этому был разлив нефти из трубопровода, случившийся 2 марта 2006 года. На площади 7700 м² за пять дней вылилось по разным оценкам 803—1011 м³ нефти.
Дороги окрестностей Прадхо-Бей были показаны в нескольких сезонах документального телесериала «Ледовый путь дальнобойщиков» (2007 — настоящее время).

## Демография
Согласно переписи 2000 года в Прадхо-Бей 80 % населения были эскимосами или смешанными с ними расами. Все жители работали в сфере добычи нефти и газа, живя в поселении длинными чередующимися сменами. Безработица составила 0 %, средний доход домохозяйства составил 90 957 долларов в год, на душу населения — 19 880 долларов. Ни один человек здесь не находился за чертой бедности.
Согласно переписи 2010 года в Прадхо-Бей проживали 2174 человека, однако в зависимости от сезона здесь могут единовременно находиться до 10 000 человек, преимущественно рабочих, занятых на нефтяном поле. Расовый состав: белые — 85,23 %, эскимосы — 7,77 %, негры и афроамериканцы — 1,93 %, азиаты — 1,61 %, уроженцы тихоокеанских островов — 0,14 %, прочие расы — 1,43 %, смешанные расы — 1,89 %, латиноамериканцы (любой расы) — 4,05 %.